# Creu de la pujada del Castell

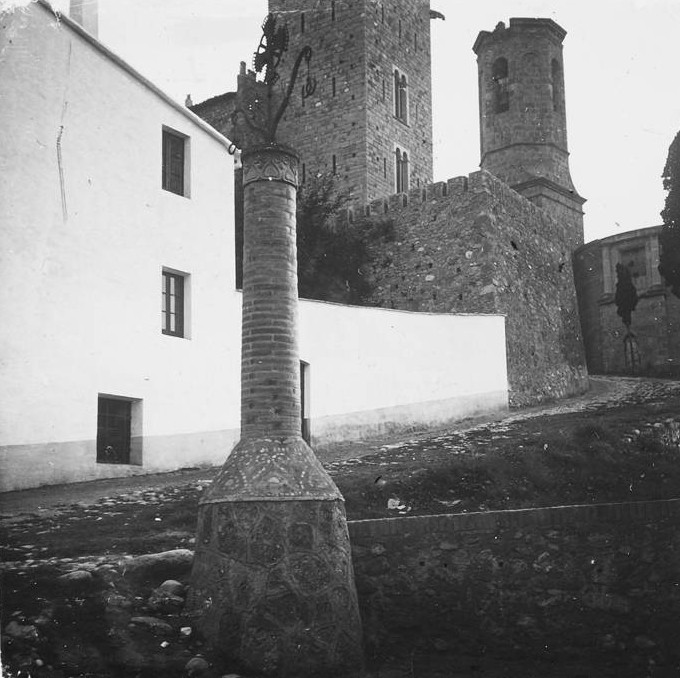
La creu el 1921

La Creu de la pujada del Castell és una creu de terme de Piera (Anoia) situada al costat del Castell de Piera, molt a prop de l'absis de l'església de Santa Maria de Piera.
És una creu patent de ferro forjat molt treballada, però la seva característica principal és la presència de les lletres alfa i omega penjades d'uns braços que surten de la tija. Al llibre d'Albert Bastardes 'Les creus al vent' hi ha una foto de la creu del 1916, on apareix la creu situada dalt d'una estructura cilíndrica a una alçada molt superior a l'actual.